# Бітолський землетрус (1994)
Землетрус у Бітолі 1994 року стався 1 вересня і вплинув на місто Бітола та прилеглі території в південно-західній частині Македонії. Внаслідок цього події 10 людей отримали легкі поранення. У місті були пошкоджені фасади та дахи деяких старих будівель. Епіцентр землетрусу з магнітудою 5,2 розташовувався за 15 км на захід від Бітоли та приблизно за 100 км на південь від Скоп'є. Декілька старих будівель у місті Кавадарці, за 70 км від Бітоли, також були пошкоджені. Менші поштовхи були відчуті в Демір-Хісарі, Ресені та Охріді.
Землетрус також відчувався в сусідніх Болгарії та Греції.